# The $20,000 Corot
The $20,000 Corot è un cortometraggio muto del 1913 diretto da  Edmund Lawrence. Distribuito in sala dalla General Film Company il 17 marzo 1913, il film era interpretato da Tom Moore e da Alice Joyce.

## Trama
George Hale, segretario privato di Calab Hamilton, è innamorato di Mary, figlia di Hamilton. Un famoso dipinto, un Corot, viene rubato dalla collezione del milionario e viene assunto un detective per investigare sul caso. Scoprendo che George corteggia sua figlia, il finanziere licenzia il segretario. George, per recuperare credito presso il suo ex datore di lavoro e poter continuare la sua relazione con Mary, si mette a indagare sul furto del quadro. Spacciandosi per un poveraccio, si intrufola in ambienti malfamati e la sua attenzione si concentra su due italiani, che gli appaiono sospetti. Si mette a pedinarli e trova alloggio vicino al loro appartamento. Mary, che si dedica a opere caritatevoli, si trova un giorno nel quartiere. Si scopre che il quadro rubato è stato coperto da una soluzione chimica che lo nasconde alla vista. Catturata dagli italiani, Mary viene liberata dall'intervento di George che è riuscito a chiedere aiuto al detective e a Hamilton.

## Produzione
Prodotto dalla Kalem Company.

## Distribuzione
Distribuito dalla General Film Company, il film - un cortometraggio in una bobina - uscì nelle sale statunitensi il 17 marzo 1913.